# Nežika
Nežika je žensko osebno ime.

## Izvor imena
Ime Nežika je različica ženskega osebnega imena Neža.

## Pogostost imena
Po podatkih Statističnega urada Republike Slovenije je bilo na dan 31. decembra 2007 v Sloveniji število ženskih oseb z imenom Nežika: 129.

## Osebni praznik
Osebe z imenom Nežika lahko godujejo takrat kot osebe z imenom Neža.